# Rusa timorensis
Rusa timorensis (Руса яванська) — вид ссавців з родини Оленеві (Cervidae).

## Опис
Самці більші за самиць. Самці зазвичай важать 152 кг, в той час як самиці важать близько 74 кг. Самець має ліроподібної форми з трьома відрогами ріг, який важить близько 2,5 кг. 
Самці й самиці мають шорстку сірувато-коричневу шерсть, часто грубу за зовнішнім виглядом. Їхні вуха округлі й широкі. Тварини виглядають короткими і куценькими, бо вони мають відносно короткі ноги.

## Поширення
Зустрічаються на більшості островів Південно-Східної Азії. Уродженець Індонезії (Балі, Ява; Введений: Борнео, Малих Зондські острови, Молуккські острови, Папуа, Сулавесі). Крім того введений у наступні країни: Австралія; Бразилія; Малайзія; Маврикій; Нова Каледонія; Нова Зеландія; Папуа-Нова Гвінея; Реюньйон; Таїланд; Східний Тимор. Населяє головним чином листяні ліси, плантації і пасовища, полюбляє узлісся.

## Поведінка
Ведуть в основному нічний спосіб життя, але вони можуть пастися і протягом дня. Під час шлюбного сезону самці прикрашають свої роги травою і гілками, щоб привернути увагу самиць і залякувати конкурентів. Самці вкрай шумні і агресивні по відношенню один до одного. Самці і самиці живуть окремо більшу частину року, за винятком  шлюбного сезону. Молоді телята залишаються зі своїми матерями, поки вони не досягають статевої зрілості. Вони товариські, як правило, знаходячись у стадах. Для комунікації використовують хімічні й візуальні сигнали і звуки. Живляться в першу чергу травою і листям. Вони навряд чи п'ють воду, бо отримують рідину з трави і листя. Їх основні хижаки: справжні крокодили, пітони, і комодський варан.

## Життєвий цикл
Як інші види оленів, R. timorensis мають полігінійну систему спарювання, самці конкурують за доступ до сприйнятливих самиць. Період вагітності становить 8 місяців. Народжується 1 теля, рідко 2. Розмноження відбувається протягом усього року з піком липнем і вереснем. Новонароджені залишаються з матір'ю. Відгодовування молоком триває від 6 до 8 місяців. Ці олені досягають статевої зрілості у віці від 18 до 24 місяців. Живуть від 15 до 20 років в дикій природі і в неволі. Дуже рідко вони живуть більше 20 років.

## Загрози та охорона
Дике корінне населення R. timorensis вбивають на продукти харчування, лікарські засоби та ремісничі вироби. Вид має сильно фрагментоване природне місце існування, яке зменшується протягом багатьох століть. Було створено багато природоохоронних територій під час голландського колоніального періоду, але від часу незалежності аж до 1970-х років вони були в значній мірі недофінансовані та знехтувані. Після проведення Всесвітньої конференції Парків у 1982 році, в Індонезії почалося більш структуроване природоохоронне планування, яке фінансується Світовим банком та іншими донорами. Вид зустрічається в кількох високопрофільних природоохоронних територіях на Яві. Вид повністю захищений індонезійським законодавством. 

## Галерея

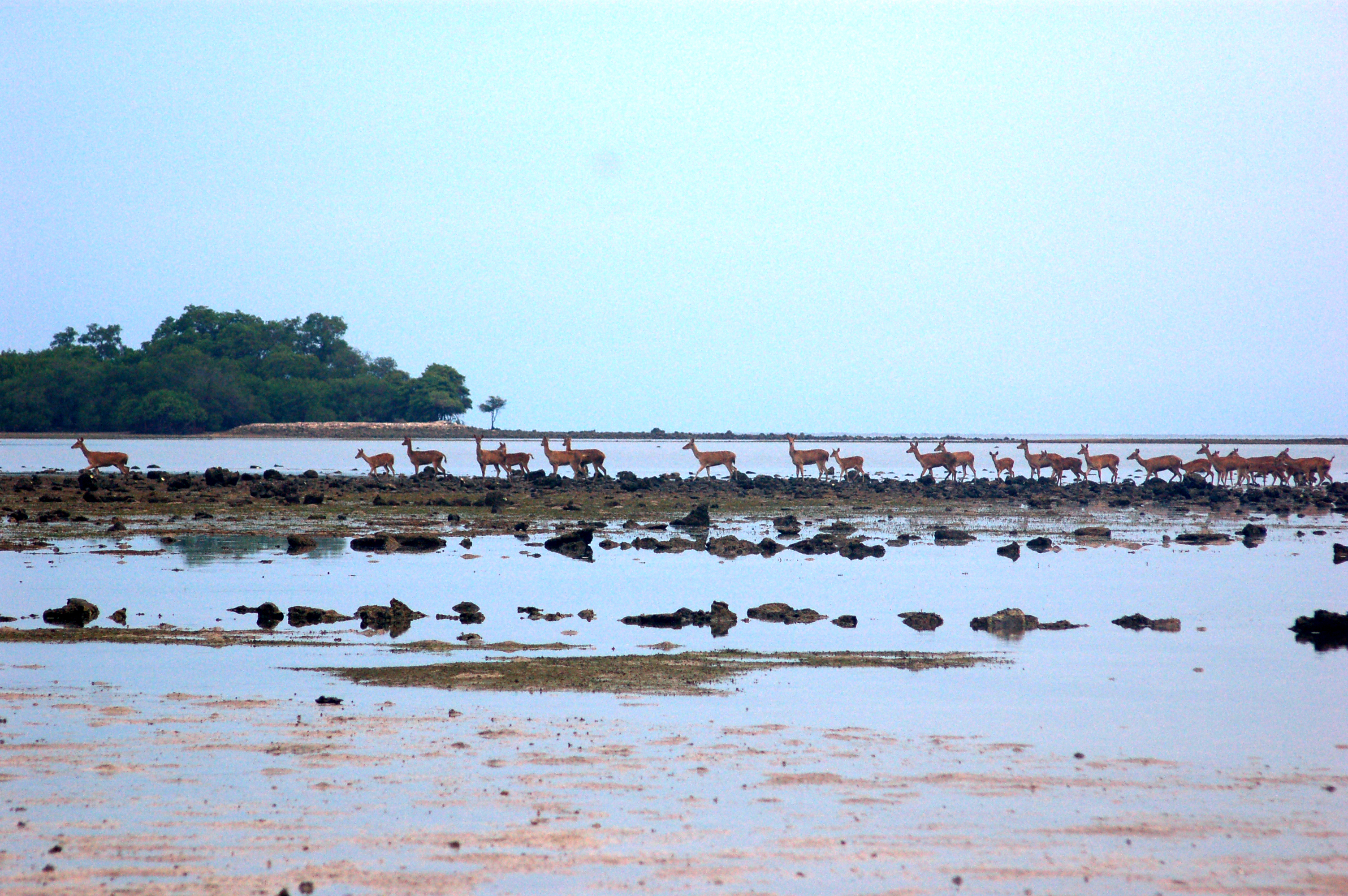
Стадо в Балуранському національному парку, східна Ява
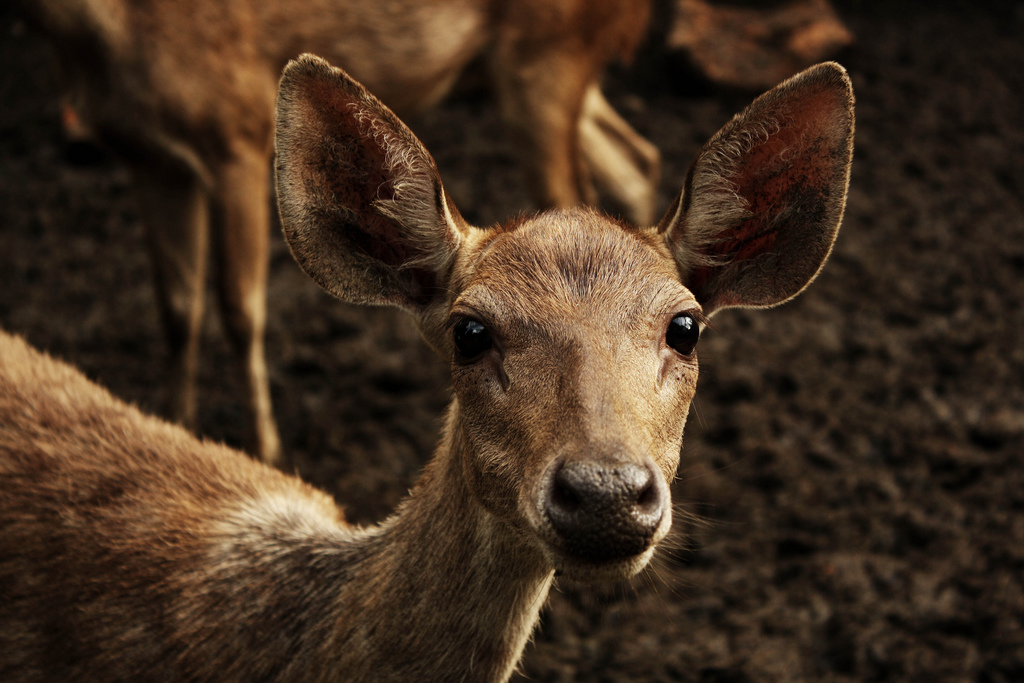
Портрет
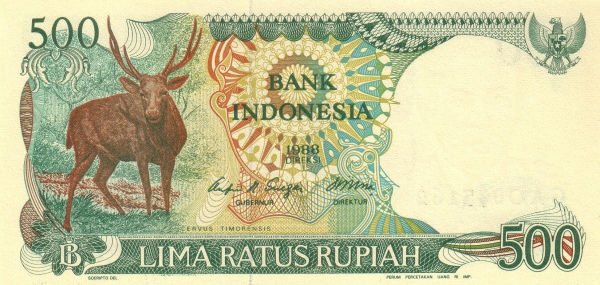
Зображення тварини на Індонезійській рупії